# Христо Желязков
Христо Желязков (1934 – 2009) е български художник живописец.

## Биография
Христо Желязков Христов е роден на 12 април 1934 година в село Православ. Завършва средното си образование в гр Брезово. В Художествената академия София е приет специалност илюстрация. Ученик на Илия Бешков и Илия Петров. След смъртта на Бешков се прехвърля в катедра „Живопис“ със съдействието на Дечко Узунов и се дипломира в ателието на проф. Панайот Панайотов.
Започва работа към Националния институт за паметници на културата в София като реставратор. От 1966-1967 г. завежда Художествената галерия в град Кърджали. През 1971 г. започва работа като реставратор към реставраторско ателие при ГНС-Пловдив. Участва в реставрацията на Рилския и Бачковския манастири и други паметници на културата. От 1975 г. е преподавател по живопис в Средно художествено училище за сценични кадри град Пловдив.
Твори живопис, графика, илюстрация. Работи в жанровете портрет, голо тяло, пейзаж, натюрморт, фигурални композиции. Има 5 самостоятелни изложби и над 47 участия в международни, национални, регионални и градски изложби. Негови творби са притежание на художествени галерии и частни колекции в България и чужбина.